# Edward Villiers (1er comte de Jersey)
Edward Villiers, 1er comte de Jersey (v. 1656 - 25 août 1711) est un pair anglais, courtisan et homme d'État de la famille Villiers. Il est créé baron Villiers et vicomte Villiers en 1691 et comte de Jersey en 1697.

## Biographie
Il est le fils d'Edward Villiers (1620-1689) de Richmond, dans le Surrey, de son épouse Frances Howard, la plus jeune fille de Theophilus Howard (2e comte de Suffolk) et de Elizabeth Home.
Son grand-père est Edward Villiers (1585-1626) (en), maître de la Monnaie et président de Munster, demi-frère de George Villiers (1er duc de Buckingham) et de Christopher Villiers (1er comte d'Anglesey) (en). Sa sœur Elizabeth Villiers est la maîtresse du roi Guillaume III, et est plus tard comtesse d'Orkney en tant qu'épouse de George Hamilton (1er comte d'Orkney).
Il est admis au St John's College de Cambridge en 1671.
Il est chevalier maréchal de la maison royale, successeur de son père. Il est le maître du cheval de la reine Marie II et Lord Chambellan du roi Guillaume III et de la reine Anne. En 1696, il représente son pays au congrès de Ryswick. Il est ambassadeur à La Haye et, après son élévation à la pairie (1697), ambassadeur à Paris. En 1699, il est nommé secrétaire d'État du sud du pays et est à trois reprises l'un des lords juges d'Angleterre. En 1704, il est démis de ses fonctions par la reine Anne, après quoi il participe à certains des projets jacobites.

## Mariage et descendance
Le 17 décembre 1681, il épouse Barbara Chiffinch (1663 - avant le 13 décembre 1735), fille de William Chiffinch (1602-1688). Ils ont deux fils et une fille:
- William Villiers (2e comte de Jersey) (c.1682 -13 juillet 1721)
- Henry Villiers (décédé en 1743)
- Mary Villiers (décédée le 17 janvier 1734/35), qui s'est mariée deux fois:
  - Tout d'abord à Thomas Thynne (décédé en 1710), fils de Henry Frederick Thynne et de Dorothy Philips, dont elle a un fils: Thomas Thynne (2e vicomte Weymouth).
  - En deuxièmes noces, en 1711, elle épouse George Granville, 1er baron de Lansdowne (1666-1735), sans descendance masculine.

Il est décédé le 25 août 1711 d'apoplexie .